# Gonodonta clotilda
Gonodonta clotilda är en fjärilsart som beskrevs av Stoll 1790. Gonodonta clotilda ingår i släktet Gonodonta och familjen nattflyn. Inga underarter finns listade i Catalogue of Life.

## Bildgalleri

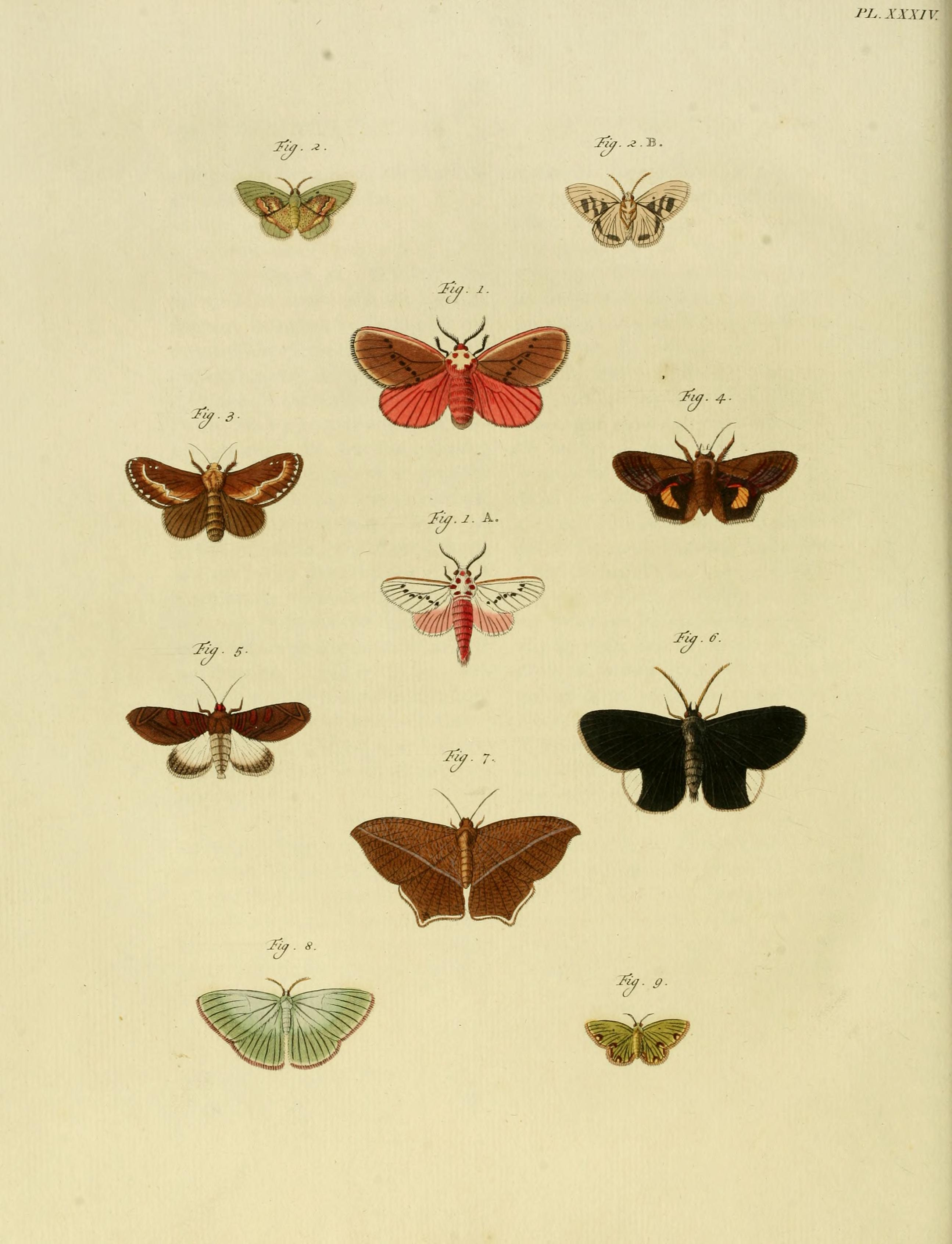